# Filmoteca de Andalucía
La Filmoteca de Andalucía es una institución cultural creada el 9 de diciembre de 1987 dedicada a la conservación, estudio y difusión del patrimonio cinematográfico de Andalucía. Su sede se encuentra en el antiguo hospital de San Sebastián de Córdoba (calle Medina y Corella, 5).

## Historia
La Filmoteca de Andalucía fue creada por la administración autonómica mediante el Decreto 295/1987, de 9 de diciembre, aunque no sería hasta diciembre de 1989 cuando inició sus actividades. Desde sus inicios una de las principales actividades de la institución ha sido la investigación, recopilación y difusión del patrimonio cinematográfico andaluz, labor que ha compaginado con la proyección regular de películas y documentales. Así mismo, constituye un espacio de encuentro y actividades culturales para la sociedad civil. En 2002 la filmoteca se afilió a la Federación Internacional de Archivos Fílmicos (FIAF).